# Cerco do Barém
O Cerco do Barém de 1559 foi um conflito entre o Império Português e o Império Otomano, comandado pelo governador do Eialete de Alhaça, Mustafa Pasha, que tentou tomar o controlo do Barém, para retirar o domínio português na ilha e no comércio de pérolas. O cerco não teve sucesso, e os portugueses derrotaram os turcos quando os reforços foram despachados por mar a partir do Forte de Nossa Senhora da Conceição de Ormuz.

## História
O território do Barém era parte do Reino de Ormuz, onde Portugal possuía sua suserania, desde a conquista portuguesa de Ormuz em 1515.
Em 1538, o Império Otomano conquistou a cidade portuária de Baçorá, onde teve acesso ao Golfo Pérsico, tendo contacto direto com os portugueses. Em 1552 foi fundado o Eialete de Alhaça, cujo governador, Mustafa Pasha, pretendia capturar o território do Barém e a sua famosa pesca de pérolas que foi aprofundada lá. Para tal ato, ele reuniu duas galeras e setenta barcos de transporte para transportar cerca de oitocentos a mil e duzentos homens de Qatif para o Barém.